# الدوري القبرصي الدرجة الثانية 1960–1961
الدوري القبرصي الدرجة الثانية 1960–1961 هو الموسم 7 من الدوري القبرصي الدرجة الثانية. أشرف على تنظيمه اتحاد قبرص لكرة القدم، وكان عدد الأندية المشاركة فيه 9، وفاز فيه Enosis Agion Omologiton ‏.